# Sophie Sandolo
Sophie Sandolo (Nice, 20 juli 1976) is een Italiaans professioneel golfer. Ze is in Frankrijk geboren en verbonden aan de Royal Mougins Golf Club.

## Amateur
Als 14-jarig meisje begon Sandolo met golf. Binnen twee jaar zat zij in de nationale selectie. Zij studeerde aan de UCLA waar zij haar BA haalde. Zij won het Europees Amateurkampioenschap, en won tweemaal zilver bij het WK Landenteams.

### Gewonnen
- 1999: Europees Amateur

## Professional
Sandolo werd op 7 oktober 1999 professional. Vanaf 2004 speelt zij op de Ladies European Tour, waar ze veertien keer in de top-10 is geëindigd maar nog nooit een toernooi heeft gewonnen. Zij werd tweede bij het Italiaans Open in 2001, 2003 en 2005 en bij het Spaans Open in 2003.
In 2005 publiceerde zij voor het eerst een eigen kalender. Dat jaar werd ook haar beste golf-jaar, zij stond zij op de 15de plaats op de Order of Merit en haar gemiddelde score zakte van 73,72 naar 71,55. In 2010 komt haar boek uit met instructies voor beginnende golfers.
Sandolo woont in Monaco.

### Gewonnen
- 2006: Lalla Meryem Cup